# Guznag
Guznag, de son vrai nom Julien Schmidt, né le 23 octobre 1985 à Neuchâtel, est un illustrateur et caricaturiste suisse.

## Biographie
Julien Schmidt, alias Guznag, naît le 23 octobre 1985 à Neuchâtel, de parents jurassiens de Saint-Ursanne. Il a une sœur. Leur mère est secrétaire et leur père micromécanicien. La famille emménage à Porrentruy alors qu'il est âgé de quatre ans.
Après avoir obtenu une maturité de type artistique, il étudie de 2005 à 2009 à l'École professionnelle des arts contemporains (EPAC) à Saxon, dans le canton du Valais,, grâce à la prise en charge des frais d'écolage par son canton de résidence, qui ne disposait pas d'école équivalente. Après un stage de six mois dans une école secondaire, il décide de se consacrer entièrement à son art en tant qu'indépendant.
Il habite à Porrentruy, dans le canton du Jura. Il y a aussi son atelier, dans lequel il a de nombreux animaux empaillés.
Il est en couple et a deux enfants.

### Parcours professionnel et artistique
Il travaille à l'ancienne, avec un premier jet au crayon, une confirmation à l'encre de Chine, puis la couleur. Son monde artistique est peuplé d'animaux et de monstres, qu'il met en scène dans sa ville, Porrentruy, dans ses bistrots et ses rues. Il dit avoir été inspiré notamment par la série de bande dessinée Blacksad.
Après avoir été présenté par sa mère à son futur beau-père Pierre-André Marchand, rédacteur en chef du mensuel satirique La Tuile, il en devient un des caricaturistes,, en 2006. C'est lors de la signature de son premier dessin pour ce journal qu'il choisit son pseudonyme, Guznag, qui était son surnom d'enfance tiré de personnages de fiction à la peau aussi blanche que la sienne.
En 2006, il réalise l'affiche de l'exposition des illustrateurs jurassiens à Soyhières. Il vernit sa première exposition en 2008, à Soulce, puis en 2012 à Porrentruy. En 2015, il met sur pied une nouvelle exposition intitulée « Auprès de mes arbres », toujours à Porrentruy. La même année, il publie une compilation de ses illustrations sous le titre de « Ma zone ». En 2021, après avoir travaillé trois ans pour la galerie parisienne Daniel Maghen, il met sur pied à Porrentruy une nouvelle exposition en noir et blanc intitulée « C'est les vacances ».